# Eupithecia brunnea
Eupithecia brunnea là một loài bướm đêm trong họ Geometridae.